# Castellabate
Castellabate – miejscowość i gmina we Włoszech, w regionie Kampania, w prowincji Salerno.
Według danych na rok 2004 gminę zamieszkiwały 7952 osoby, 220,9 os./km².